# プリーズ・ハマー・ドント・ハーテム
『プリーズ・ハマー・ドント・ハーテム』（Please Hammer, Don't Hurt 'Em）は、アメリカ合衆国の男性ミュージシャン、M.C.ハマーが1990年2月12日（日本では同年9月14日）に発売した2枚目のオリジナル・アルバム。発売元は
東芝EMI（現EMIミュージック・ジャパン）。

## 概要
Felton PilateとJames Earleyによって制作された。ギネス・ワールド・レコーズによれば、このアルバムの制作費は10,000ドルとされている。
日本を含む世界中にダンス・ブームを巻き起こした作品とされている。
2014年11月19日、クラシック・ヒップホップ 1000の1つとしてユニバーサルミュージックより再発された。

## チャート記録
Billboard 200では21週間に渡り1位を記録した。シングル「U Can not Touch This」の成功によるものが要因とされている。RIAAの最初のヒップホップアルバム認定ダイヤモンドとされており、1,000万枚以上の売り上げを記録した。現在までのアルバムの販売枚数は2200万枚以上
。

## 収録曲
| #   | タイトル                                                                    | 作詞・作曲                       | 時間 |
| --- | --------------------------------------------------------------------------- | -------------------------------- | ---- |
| 1.  | 「ヒア・カムズ・ザ・ハマー / Here Comes the Hammer」                        | MC Hammer                        | 4:32 |
| 2.  | 「ユー・キャント・タッチ・ジス / U Can't Touch This」                       | James & Miller                   | 4:17 |
| 3.  | 「ハヴ・ユー・シーン・ハー / Have You Seen Her」(The Chi-Litesのカヴァー。) | Acklin & Record                  | 4:42 |
| 4.  | 「ヨー！！スイートネス / Yo!! Sweetness」                                   | MC Hammer                        | 4:36 |
| 5.  | 「ヘルプ・ザ・チルドレン / Help the Children」                              | Gaye, MC Hammer                  | 5:17 |
| 6.  | 「オン・ユア・フェイス / On Your Face」(Earth, Wind & Fireのカヴァー。)     | Bailey, Stepney, White           | 4:32 |
| 7.  | 「ダンシング・マシーン / Dancin' Machine」(The Jackson 5のカヴァー。)       | Davis, Fletcher, Parks           | 2:55 |
| 8.  | 「プレイ / Pray」                                                           | MC Hammer, Prince, Gould, Bottum | 5:13 |
| 9.  | 「クライム・ストーリー / Crime Story」                                      | MC Hammer                        | 5:09 |
| 10. | 「シーズ・ソフト・アンド・ウェット / She's Soft and Wet」                   | MC Hammer, Moon, Prince          | 3:25 |
| 11. | 「ブラック・イズ・ブラック / Black Is Black」                               | MC Hammer                        | 4:31 |
| 12. | 「レッツ・ゴー・ディーパー / Let's Go Deeper」                              | MC Hammer                        | 5:16 |
| 13. | 「ワーク・ジス / Work This」                                                | MC Hammer                        | 5:03 |